# Golpe de Estado na Bolívia em 1980
O Golpe de Estado na Bolívia em 1980 foi um golpe articulado por forças militares e paramilitares da Bolívia lideradas por Luis García Meza e Luis Arce Gómez, que em 17 de julho de 1980 derrubaram a presidente Lidia Gueiler. O evento ficou conhecido como Golpe da Cocaína, devido ao envolvimento de criminosos e narcotraficantes na ação.

## Antecedentes
Após a derrota do sangrento golpe de Natusch Busch em 1979,  o congresso nomeou Lidia Gueiler como chefe de estado interina, se tornando a primeira presidente mulher da Bolívia. O governo de Lidia Gueiler teve a missão de realizar eleições previstas para o dia 29 de junho, as quais a presidente entregaria o cargo para o vencedor em 6 de agosto. Ela nomearia seu primo Luis García Meza como comandante das Forças Armadas, ao agrado dos militares.
Em 1980 ocorreria uma onda de terrorismo na Bolívia, com o propósito de sabotar as eleições do mesmo ano. Em 21 de março, foi assasinado o jesuíta Luís Espinal Camps. Em 2 de junho, um avião a bordo de dirigentes da UDP sofreu um atentado, com o único sobrevivente sendo Jaime Paz Zamora. Contra o esperado dos setores golpistas, o atentado só legítimou o partido na opinião pública, com a vitória eleitoral de 29 de junho sendo do UDP e de Hernán Siles Zuazo.
No entanto, os golpistas não desistiram de suas ambições. Obtendo o financiamento do narcotraficante Roberto Suárez Gómez para o golpe, os militares recolheram o dinheiro do narcotráfico e o usaram para recrutar figuras militares e paramilitares. O general Luis Arce Gómez, auxiliado pelo comandante nazista Klaus Barbie, esteve como o responsável por este recrutamento.

## Golpe
Na manhã de 17 de julho, o golpe teve início com a subelevação do regimento de Trinidad, capital do departamento de Beni. Quando foi informado sobre Trinidad, o CONADE convocou uma reunião na sede da Central Operária Boliviana (COB) para preparar uma resistência contra o golpe. Os golpistas lançariam o Operativo Avispón, um ataque à COB. Paramilitares liderados por Arce Gómez invadiram a sede da COB, ferindo gravemente o dirigente socialista Marcelo Quiroga Santa Cruz, posteriormente assassinado. Também foram mortos os dirigentes sindicais Carlos Flores Bedregal e Gualberto Vega. Os golpistas tomariam o palácio nacional, forçando a presidente Lidia Gueiler a assinar uma renuncia. Ela partiria pro exílio. O golpe teve auxílio de militares da junta militar da Argentina. Foi respaldado pelo comando paramilitar Noivos da Morte, liderado pelo criminoso de guerra nazista Klaus Barbie. Também estavam incluídos nos Noivos da Morte os neofascistas italianos Stefano Delle Chiaie, Pierluigi Pagliai e o neonazista alemão Joachim Fiebelkorn - todos os três estando envolvidos com o atentado de agosto em Bolonha. Segundo a agência de notícias Bolpress, Marco Marino Diodato, um italiano ligado a máfia, também fez parte deste grupo paramilitar.

### Junta Militar
Após a queda de Gueiler, instalou-se no poder uma junta militar denominada "Governo de Restauração Nacional". A junta foi composta por Luis García Meza, Waldo Bernal Pereira e Ramiro Terrazas Rodríguez. De orientação anticomunista, os 13 meses de regime de García Meza foram marcados pela violência política e o narcotráfico. Após pressões internas, García Meza renunciaria em agosto de 1981 e tomaria lugar uma junta militar liderada por Celso Torrelio.